# Jan Verkade
Jan Verkade (Zaandam, 18 settembre 1868 – Beuron, 19 luglio 1946) è stato un pittore olandese post-impressionista, simbolista e nabis. Fu allievo di Paul Gauguin.
Non è possibile parlare di Jan Verkade e delle sue opere senza considerare le motivazioni che condussero quest'uomo ad essere contemporaneamente un pittore e un monaco benedettino. È necessario infatti tener presente il nesso fra queste due ricerche di vita, fra queste due volontà di giungere a quella condizione finale che permette il superamento di sé e la sublimazione della realtà.

## Biografia
Johannes Sixtus Gerhardus (Jan) Verkade nacque in una famiglia borghese di commercianti. Suo padre, Ericus Verkade, che aveva creato il noto biscottificio Verkade, apparteneva alla setta dei Mennoniti, un gruppo religioso derivato dai protestanti Anabattisti, che considerava i cattolici con ostilità. Nel 1877 la famiglia si trasferì da Zaandam ad Amsterdam, mentre i figli entrarono in un collegio religioso a Oisterwijk. Poi, dal 1883, essi passarono alla "Handelsschule" di Amsterdam. Jan era dunque destinato ad una carriera di negoziante, ma lasciò ben presto gli studi commerciali, poiché sognava per se stesso un avvenire di pittore. Studiò quindi arte, finché si iscrisse all'"Accademia reale di belle arti" di Amsterdam, la Rijksacademy, dove seguì gli insegnamenti dell'arte classica.

Avvenne infatti che, dopo una visita alle cattedrali di Colonia e di Treviri, Jan fu colto da una passione per le arti primitive e classiche. Cercò allora in ogni modo di studiare disegno da solo nelle gallerie del Rijksmuseum. Deluse quindi le aspettative della famiglia rifiutando di occuparsi di affari ed anche di aderire alla fede Mennonita, finché suo padre non accettò la sua decisione di studiare arte nell'Accademia. Suo fratello (gemello) fu allora inviato in Inghilterra a studiare economia e i due fratelli, pertanto, fecero vite separate.
Verkade era un uomo di grande spiritualità e di profonde meditazioni religiose. Restò poco più di due anni nell'Accademia (1887-1889), dove apprese la tecnica della pittura, ma non trovò fonti di ispirazione. Nel 1889 la sua ricerca di un afflato artistico che al tempo stesso appagasse i sentimenti religiosi che si stavano destando in lui, in una società che esaltava la tecnologia e la chiassosa vita cittadina, lo spinse a cercare la solitudine della campagna. Visse così due anni ad Hattem dipingendo scene rurali realiste e diversi paesaggi. Deluso anche dalla letteratura contemporanea, cominciò a trovare spunti e risposte negli scritti di Tolstoi (Una confessione), di Joris-Karl Huysmans (A Rebours) e nelle opere di Baudelaire e di Paul Verlaine. Attirato poi dall'ideologia simbolista, ritenne opportuno recarsi a Parigi per qualche tempo.

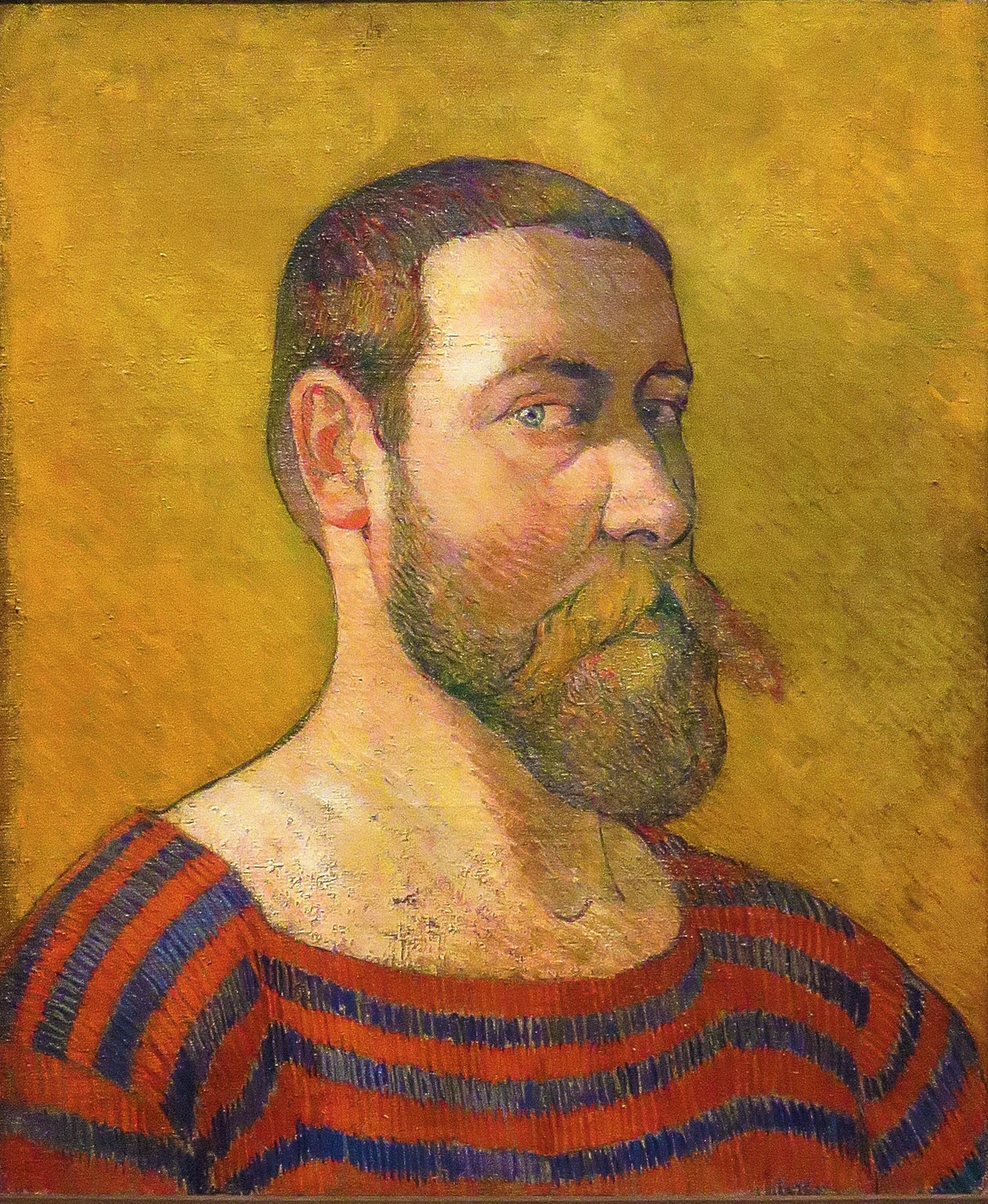
Autoritratto (1891-1894)

### Parigi e i Nabis
Nel febbraio del 1891 Verkade si trasferì dunque a Parigi, dove risiedeva il suo collega e compatriota Meijer de Haan, che lo introdusse nei circoli letterari e artistici e lo presentò a Paul Gauguin che egli ammirava molto. Gauguin e Verkade si incontrarono più volte e, durante la serata d'addio, quando Gauguin aveva deciso di partire per Tahiti, Verkade conobbe Mogens Ballin, un pittore danese di religione ebraica. Grazie a Meijer de Haan, Verkade fece soprattutto amicizia con Paul Sérusier, allievo di Gauguin, che frequentava anche lui l'ambiente simbolista. Questi lo iniziò alle teorie e alle ricerche dei pittori Nabis e lo presentò a Maurice Denis. Verkade, inoltre, fu assai impressionato dal sintetismo di Gauguin e di Émile Bernard, nonché dalle nature morte di Cézanne.

La sua permanenza in Francia non fu lunga, ma egli la visse intensamente. Mentre era in atto la rivolta dei Simbolisti contro il Naturalismo e il Realismo, egli incontrò al Caffè Voltaire i simbolisti letterari che gravitavano attorno a Jean Moréas, al critico Charles Morice, ad Albert Aurier e ai poeti Julien Leclercq, Adolphe Retté e Paul Verlaine.

Verkade dipinse assieme a Sérusier nel suo studio parigino e, basandosi sui criteri pittorici di Gauguin, realizzò delle nature morte per le quali ricevette i consigli dello stesso Gauguin che gli aprirono la mente. Questi spiegò a Verkade che la ricerca estetica deve permeare la rappresentazione della natura, e che un'opera d'arte ha una genesi sia materiale che spirituale. Verkade vide in queste idee una intuizione della divina Creazione.

Sérusier e De Haan condussero Verkade nello studio di Paul Ranson, Maurice Denis, Édouard Vuillard, Pierre Bonnard e Ker-Xavier Roussel. In quella occasione Ranson soprannominò Verkade "le nabi obéliscal" per via della sua alta statura.
Ranson e Sérusier seguivano in quel periodo una forma di teosofia "orientalizzata" e Verkade fu colpito da questo risorgente misticismo esoterico dei simbolisti che riesumava la cabala e le arti magiche, ma finì poi per aderire al credo cristiano. In seguito ammise infatti che il pensiero del poeta Johannes Jørgensen, che si era convertito al cattolicesimo, poteva essere veritiero: il movimento simbolista aveva ereditato le preoccupazioni sociali nate da quel vuoto che si era creato con la perdita del miracolo cristiano e, al tempo stesso, con il fallimento spirituale del materialismo della scienza.

### La conversione
Nell'aprile del 1891, Mogens Ballin accompagnò Verkade e Sérusier in un soggiorno in Bretagna a Pont-Aven, dove Sérusier aveva lavorato in precedenza. Conquistato dal paesaggio bretone e immedesimatosi nelle abitudini religiose della popolazione, e in più spronato dalle dissertazioni spirituali di Sérusier, egli sentì accentuarsi i suoi sentimenti religiosi. Partirono poi per Huelgoat, dove Jan si chiuse in se stesso, divenne meditativo e, per la prima volta, assistette alla Messa.

Dopo qualche tempo trascorso a Le Pouldu, dove fece ben presto amicizia con altri pittori del gruppo, come Maxime Maufra e in particolare con Charles Filiger (un pittore mistico che esercitò un'influenza non trascurabile su Verkade, con le sue figure religiose assai semplificate e ingenue, ispirate al "Trecento" italiano), Verkade tornò nella sua casa di Amsterdam e vi si fermò per quattro mesi, immerso nella lettura di Seraphita di Balzac, e per la prima volta lesse il Credo cattolico, mentre ascoltava la "Messa in Si minore" di Bach. Sérusier venne a fargli visita, poi, assieme, tornarono a Parigi.
Nel marzo del 1892 Verkade espose al Salon degli indipendenti, con i Nabis. Le riunioni dei Nabis nello studio di Paul Ranson continuarono, ma Verkade tornò ben presto in Bretagna a Saint-Nolff, armato di una Bibbia, di un catechismo, del libro I grandi iniziati di Édouard Schuré (secondo le raccomandazioni di Sérusier) e delle Confessioni di S.Agostino. Lesse Schuré attentamente e comprese che era insufficiente per lui. A Saint Nolff, quindi, le convinzioni di Verkade a favore del cattolicesimo crebbero notevolmente, specie quando Mogens Ballin lo raggiunse e gli comunicò di essersi convertito al cattolicesimo. Questa notizia, e i discorsi che intercorsero fra i due amici, convinsero definitivamente Verkade che, un anno dopo, si fece istruire e battezzare secondo il rito cattolico nella cittadina di Vannes.
Verkade fece parte dei Nabis solo per due anni (1891 et 1892), ma le sue amicizie con i pittori francesi non si affievolirono mai. Restò in rapporti epistolari con tutti, in particolare con Serusier et Denis che gli fecero spesso visita a Beuron.

### Il viaggio in Italia
Verkade e Ballin fecero subito dopo un viaggio in Italia, fermandosi dapprima a Firenze, ammirando Giotto e Fra Angelico, visitando Siena, Pisa, Pistoia e il monastero francescano di Fiesole dove Verkade fu profondamente attratto dalla vita dei frati e dall'ideale francescano.

Visitarono quindi Roma e tornarono a nord passando per Assisi. Paul Sérusier, che si trovava a Firenze, approvò la loro conversione. Inaspettata giunse a Ballin in quei giorni la chiamata per il servizio militare in Danimarca. Verkade, pertanto, dal maggio 1893, restò solo nel monastero di Fiesole, apprezzando molto la semplicità e la spiritualità della vita monastica e la figura di San Francesco d'Assisi. Dipinse comunque due affreschi che gli procurarono dei sinceri incoraggiamenti da parte dei monaci artisti dell'Arciabbazia benedettina di Beuron.

### Beuron
In novembre, desiderando rivedere i familiari, tornò a Beuron per qualche tempo, visitando la cappella Maurus e incontrandosi con Desiderius Lenz. Frequentò anche regolarmente l'abbazia e ne seguì i riti, affascinato dalla Messa celebrata e seguita dai frati impiegando solo il Canto gregoriano e profondamente colpito dall'evoluzione delle opere d'arte che si eseguivano nella Scuola d'arte dell'abbazia, del tutto estranee all'arte contemporanea, poiché legate sempre più alla scuola di Peter von Cornelius e di Wilhelm von Kaulbach.
Dopo aver visitato la sua casa e la sua famiglia, dove fu benevolmente accolto, Verkade raggiunse l'amico Ballin a Copenaghen, dove era stata allestita una mostra dei suoi lavori a soggetto bretone, per poi tornare definitivamente nell'abbazia di Beuron. Decise allora di cessare la sua carriera privata e nel 1894 fu accolto nella comunità benedettina come oblato, quindi, nel 1902, compiuto il noviziato, fu ordinato prete con il nome di Willibrord Verkade e iniziò a lavorare nella Scuola d'arte di Beuron, collaborando strettamente con Desiderius Lenz..

Verkade viaggiò molto, realizzando grandi affreschi in Svizzera, in Italia, in Cecoslovacchia, a Gerusalemme e in Spagna. I suoi dipinti ebbero una profonda influenza sullo sviluppo della nuova "Arte benedettina".

Nel 1922 pubblicò un testo autobiografico intitolato "Il tormento di Dio, memorie di un pittore-monaco" che ebbe diverse traduzioni e ristampe in vari paesi.
Jan Verkade morì a Beuron all'età di 78 anni.

Il suo ritratto fu eseguito da diversi artisti, inclusi Richard Roland Holst (1891) e Rudolf Heinisch (1946).

## Galleria d'immagini

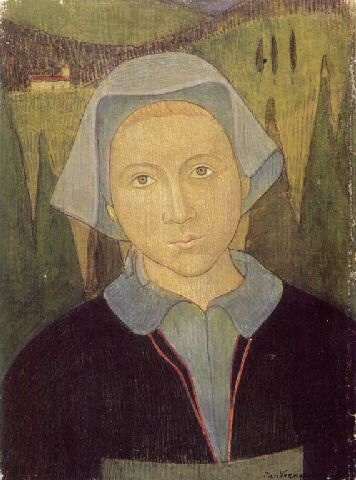
Ricordando (1891)
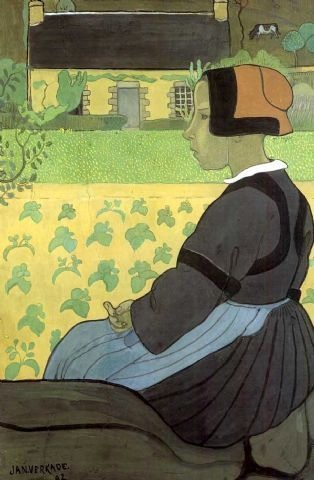
Paesana di San Nolff (1892)
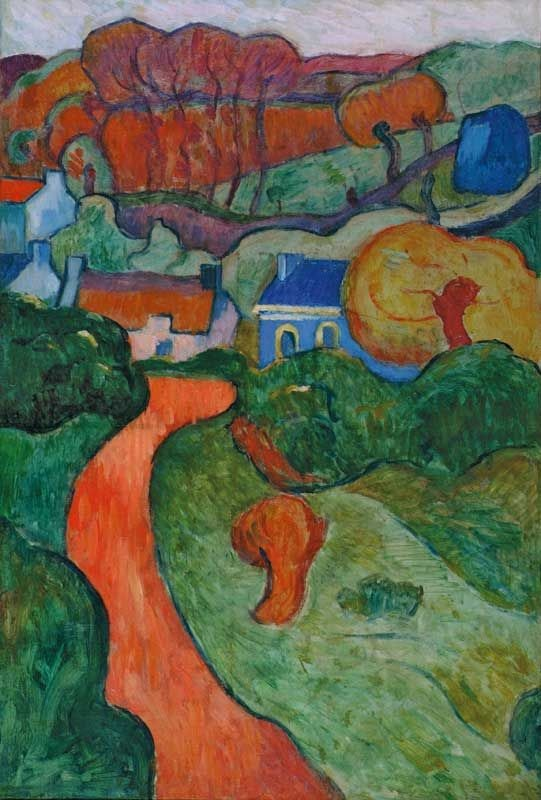
La strada per... (1891-1894)
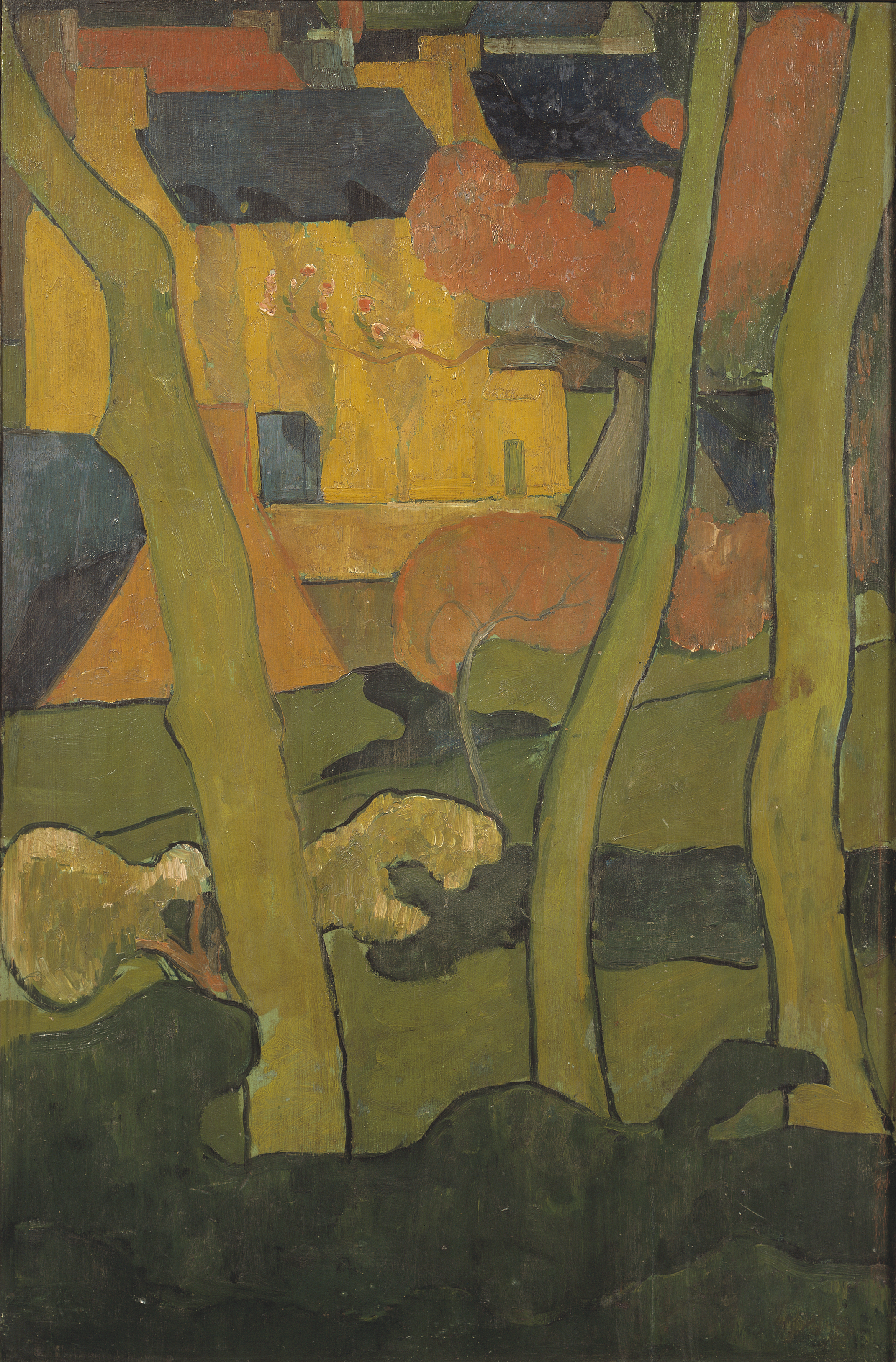
Paesaggio decorativo I (n.d.)
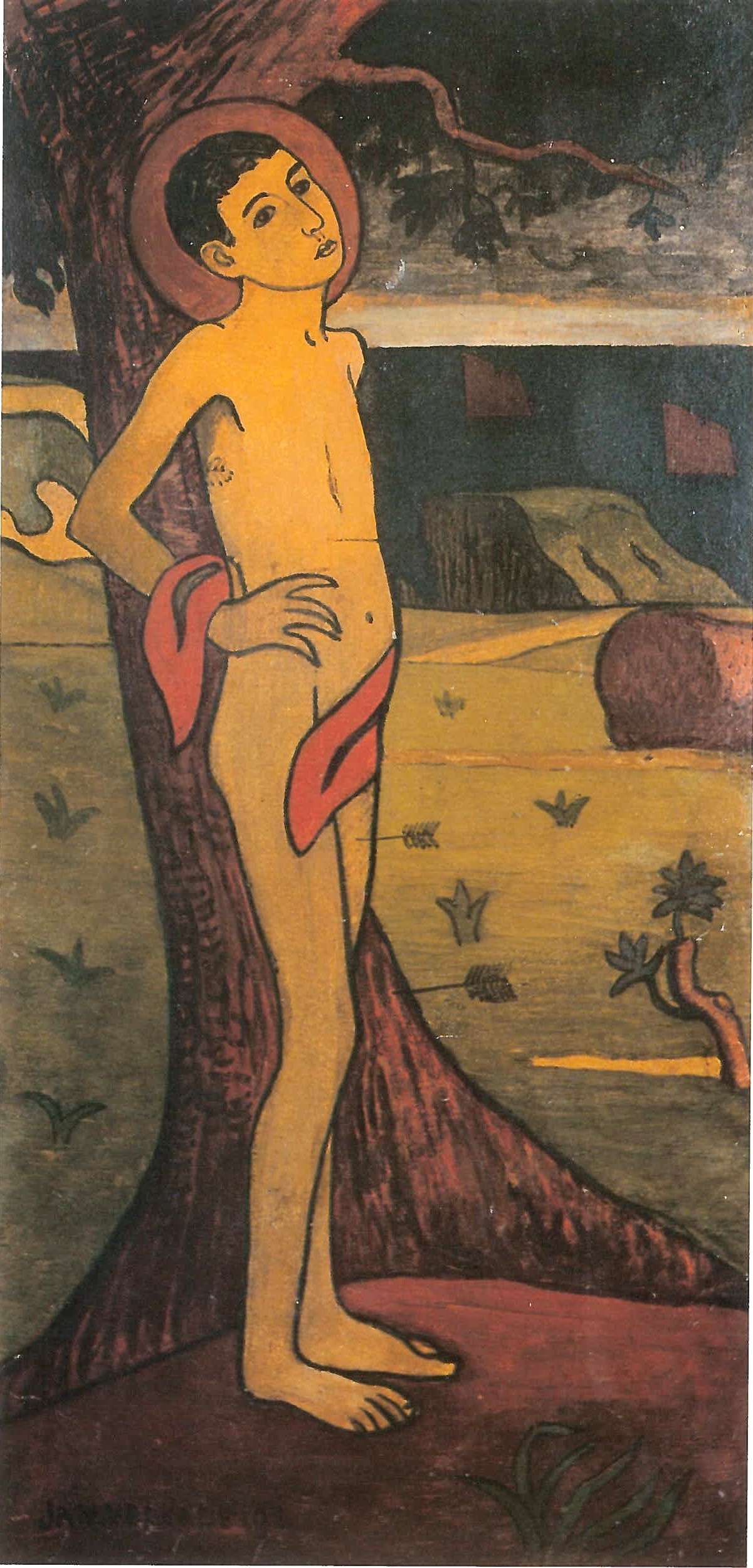
San Sebastiano (1891-1894)
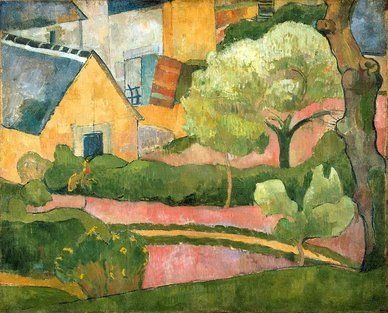
Pouldu (1891)

## Opere scritte
- Verkade, Willibrord, Des Cennino Cennini Handbüchlein der Kunst. Neuübersetzt und herausgegeben. Ediz. Heitz und Mundel, Strasburgo, 1916.
- Verkade, Willibrord, Die Unruhe zu Gott. Erinnerungen eines Malermönchs. Ediz. Herder & Co., Freiburg im Breisgau, 1920. - Imprimatur del 1929, Pubblicato nel 1930. - Edizione francese: Le Tourment de Dieu: Étapes d'un Moine Peintre (traduzione di Marguerite Faure). Ediz. L. Rouart & J. Waterlin, Parigi, 1923. - Edizione inglese: Die Unruhe zu Gott: Yesterdays of an Artist-Monk (traduzione di J.L. Stoddard). Ediz. P.J. Kenedy & Sons, New York, 1930. Dopo il 1930 il testo venne tradotto e pubblicato in olandese, italiano, spagnolo e ungherese.
- Verkade, Willibrord, Jan van Ruysbroeck (Traduzione dall'antico fiammingo in tedesco moderno).

Jan van Ruysbroeck 1. Die Zierde der geistlichen Hochzeit. Ediz. Matthias-Grünewald-Verlag, Mainz - Hermann Rauch, Wiesbaden, 1922.
Jan van Ruysbroeck 2. Aus den Buch von den zwolf Berghinen. Ediz. Matthias-Grünewald-Verlag, Mainz - Hermann Rauch, Wiesbaden, 1923.
Jan van Ruysbroeck 3. Das Reich der Geliebten. Ediz. Matthias-Grünewald-Verlag, Mainz - Hermann Rauch, Wiesbaden 1924.
- Verkade, Willibrord, Der Antrieb ins Vollkommene. Erinnerungen eines Malermönchs. Ediz. Herder & Co., Freiburg im Breisgau, 1931. Seguito di Die Unruhe zu Gott ? Tradotto In Quest of Beauty. Ediz. P.J. Kenedy & Sons, New York, 1935.
- Verkade, Willibrord, Das Neue Gertrudenbuch, enthaltend St. Gertruds 'Geistliche Übungen' und Auszüge samt Gebeten aus dem 'Gesandten der göttlichen Liebe'., Ediz. Herder & Co., Freiburg im Breisgau, 1936. (Ristampato da Freundeskreis Kloster Helfta e.V., o.J., Halle).
- Verkade, Willibrord, Spuren des Daseins. Erkentnisse des Malermönchs Willibrord Verkade OSB, Ediz. Matthias-Grünewald-Verlag, Mainz, 1938.

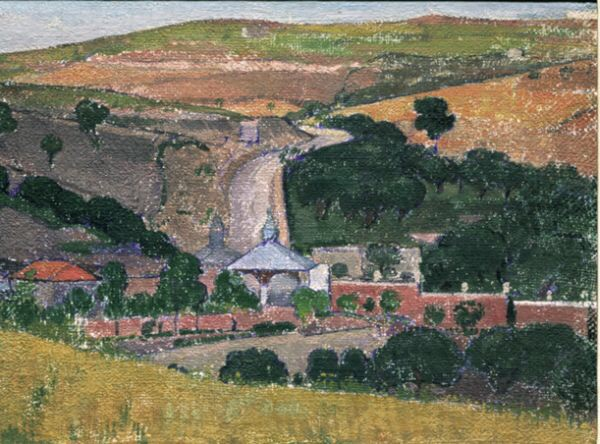
Getsemani (1892)
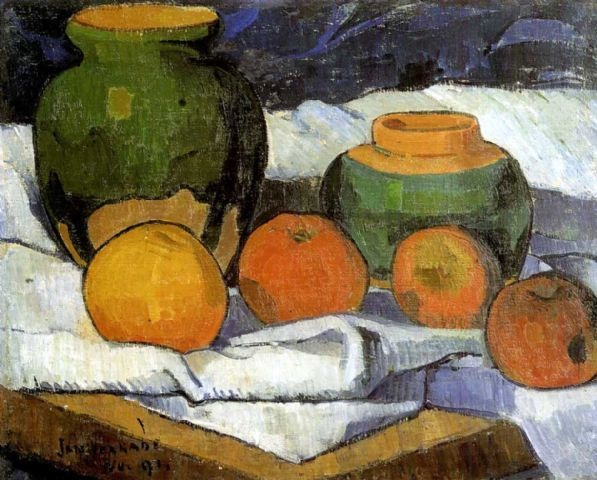
Natura morta con mele (1891-1892)

## Altri progetti

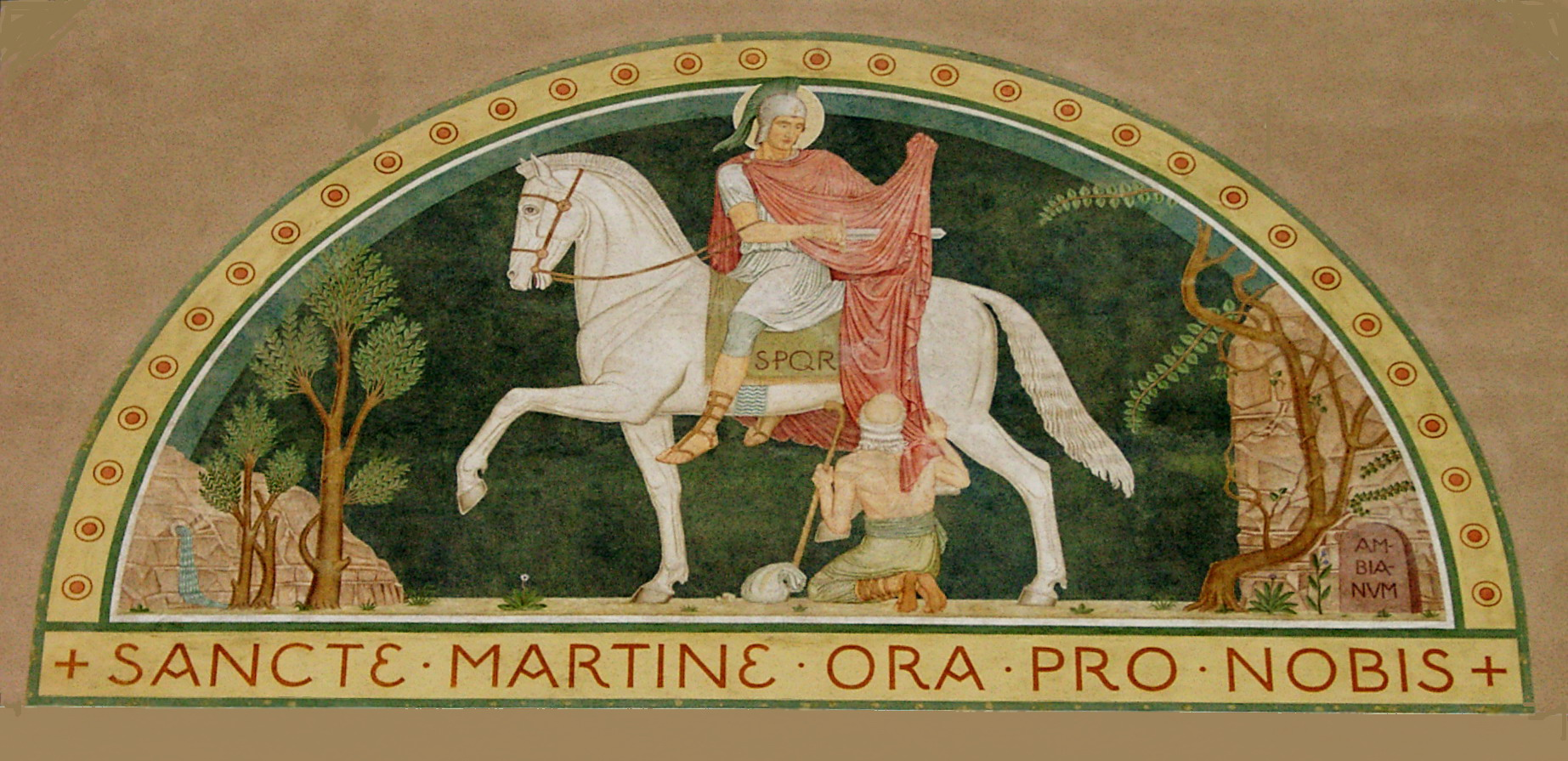
S. Martino